# Biedermeiermütze
Als Biedermeiermütze bezeichnet man eine Mützenform, die in der Zeit des Biedermeier (ca. 1815–1848) in der ersten Hälfte des 19. Jahrhunderts in Deutschland in Mode war und hauptsächlich, aber nicht nur, von jungen Männern (oft Studenten) getragen wurde.
Sie zeichnete sich durch einen langen, manchmal asymmetrischen Schirm und einen mehr oder weniger kleinen, nach oben leicht konisch zulaufenden Kopfteil aus. Während der Kopfteil leicht am Hinterkopf saß, schützte der überlange Schirm den größten Teil des Kopfes.
Studenten der Biedermeierzeit nutzten diese Mützenform als Studentenmütze, um die Farben ihrer Studentenverbindung zu zeigen. Bei Studenten war sie insbesondere zwischen etwa 1825 und 1840 in Mode, und wurde, wie damals üblich, auch bei der Mensur getragen. Teilweise wird die Biedermeiermütze noch heute bei einigen Verbindungen getragen. 

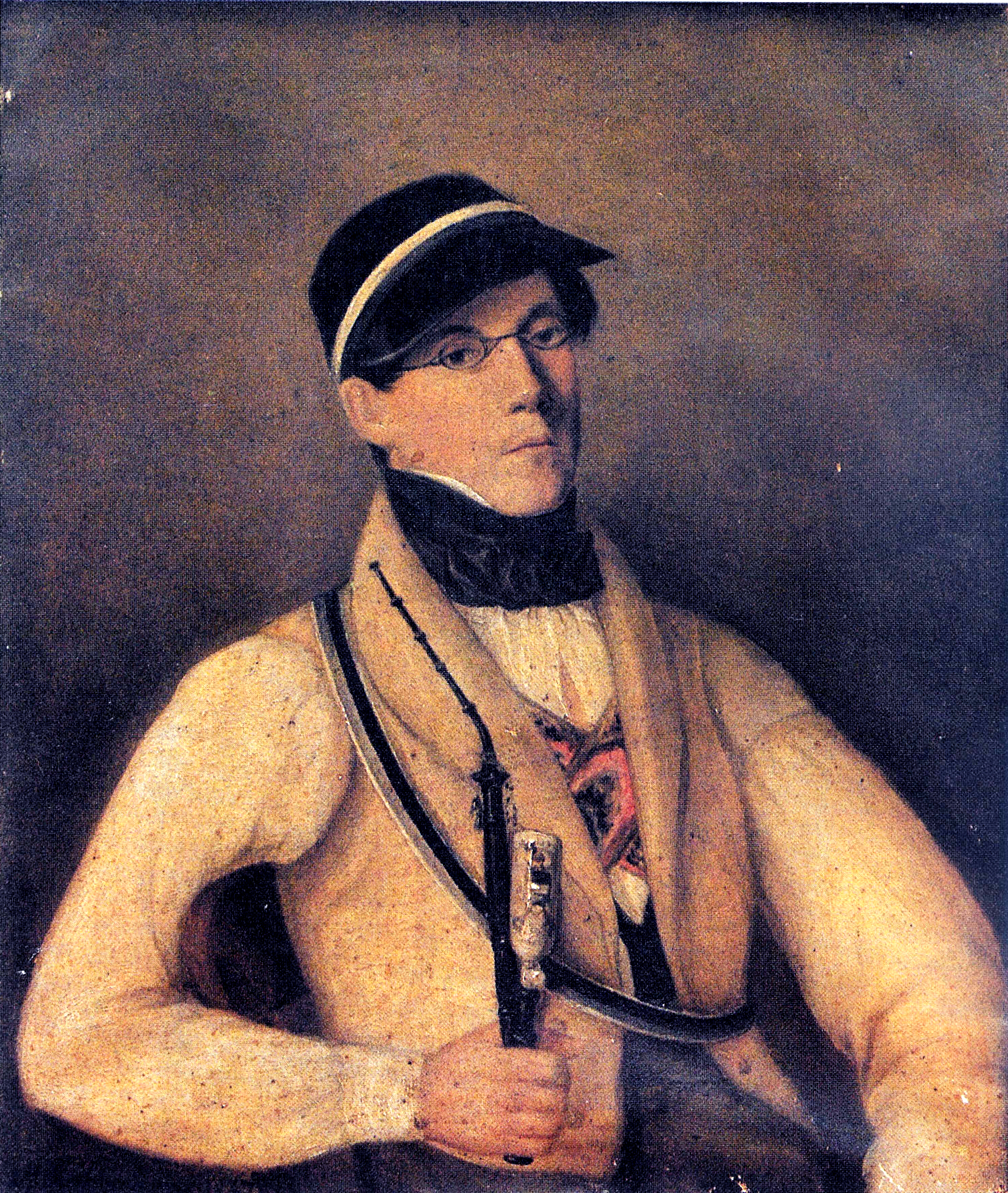
Münchner Student mit Biedermeiermütze (1837)
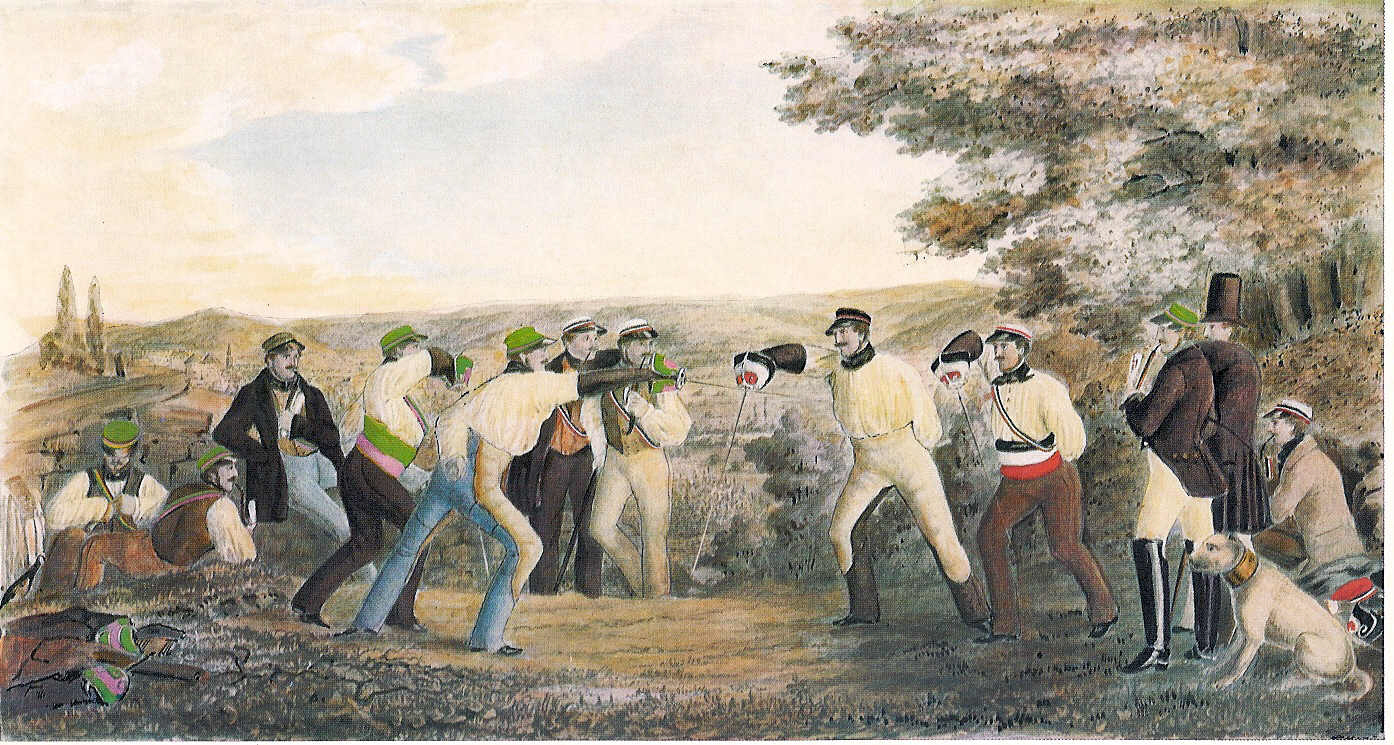
Studentische Fechtszene aus Tübingen mit Biedermeiermützen (ca. 1831)